# Philippinische Badmintonmeisterschaft 1953
Die Philippinische Badmintonmeisterschaft 1953 fand in Manila statt. Es war die fünfte Austragung der nationalen Titelkämpfe der Philippinen im Badminton.

## Titelträger
| Disziplin    | Sieger                             |
| ------------ | ---------------------------------- |
| Herreneinzel | Adriano Torres                     |
| Dameneinzel  | Mary Tan                           |
| Herrendoppel | Sy Khim Piao Henry Uy              |
| Damendoppel  | Mary Tan A. Tan                    |
| Mixed        | Adriano Torres Consuelo G. Paredes |